# 2010 у телебаченні
Список 2010 у телебаченні описує події у сфері телебачення, що відбулися 2010 року.

## Події

### Січень
- 1 січня — Ребрендинг російських телеканалів «ВДТРК».
- 18 січня — Припинення супутникового мовлення чернівецького регіонального державного телеканалу «Буковина»[1].
- 21 січня — Зміна логотипу і графічного оформлення телеканалу «ТВі»[2].

### Лютий
- 1 лютого — Початок мовлення нового телеканалу «Погода ТБ».
- 22 лютого — Ребрендинг розважального телеканалу «Куй ТБ» у «QTV»[3].

### Березень
- 1 березня
  - Початок мовлення нового телеканалу екологічної тематики «ECO TV»[4].
  - Зміна графічного оформлення телеканалів «Перший національний» та «1+1»[5].
- 15 березня — Зміна графічного оформлення телеканалу «UBR»[6].
- 25 березня — Телеканал «Spacetoon Малятко» змінив назву на «Малятко TV»[7].
- 29 березня — Ребрендинг спортивного телеканалу «Мегаспорт» у розважальний канал «Мега»[8].
- Початок аналогового мовлення хмельницького регіонального державного телеканалу «Поділля-Центр» на 26 ТВК у Шепетівці, на 52 ТВК у Славуті, на 57 ТВК у Городці, на 54 ТВК у Чемерівцях і на 43 ТВК у Теофіполі[9][10][11][12][13].

### Квітень
- 19 квітня — Припинення мовлення і закриття пізнавального телеканалу «Тур-Бюро»[14].
- 27 квітня — Початок мовлення нового російського інформаційного телеканалу «Дождь».
- Припинення аналогового мовлення львівського регіонального телеканалу «Львів-ТБ» на 43 ТВК в Красному[15].

### Травень
- 20 травня — Початок аналогового мовлення телеканалу «ТВі» на 64 ТВК в Житомирі[16].
- Початок аналогового мовлення телеканалу «ТВі» на 54 ТВК в Чернігові[17].
- Зміна графічного оформлення телеканалу «НТН».

### Червень
- 1 червня — Початок аналогового мовлення телеканалу «Кіно» на 41 ТВК у Дніпропетровську[18].
- 2 червня — Початок аналогового мовлення телеканалу «ТВі» на 54 ТВК у Дніпропетровську[19].
- Початок аналогового мовлення телеканалу «ТВі» на 60 ТВК у Вінниці[20].

### Липень
- 1 липня — Зміна логотипу та графічного оформлення ТРК «Україна»[21][22].
- 3 липня — Початок мовлення нового інформаційно-розважального телеканалу «УНТ»[23].
- 7 липня — Початок мовлення нового регіонального телеканалу «Херсон Плюс».
- 23 липня — Початок аналогового мовлення телеканалу «ТВі» на 62 ТВК в Новограді-Волинському[24].
- 28 липня — Початок мовлення нового інформаційного телеканалу «УНІАН» від медіагрупи «1+1 Media» й інформаційної агенції «УНІАН»[25][26].

### Серпень
- 2 серпня — Створено медіахолдинг «Медіа Група Україна»[27].
- 10 серпня — Ребрендинг дитячого телеканалу «Jetix Україна» у «Disney Channel Ukraine»[28].
- 13 серпня — Початок мовлення нового луганського регіонального телеканалу «ІРТА Плюс»[29].
- 17 серпня — Припинення мовлення і закриття каналів «Спорт 3», «Спорт 4» та «Спорт HD»[30].
- 25 серпня — Зміна графічного оформлення телеканалу «Перший національний».
- 30 серпня
  - Ребрендинг кіно-серіального телеканалу «Кіно» у загальноформатний «2+2»[31][32].
  - Зміна логотипу і графічного оформлення телеканалу «ТЕТ»[33].
  - Зміна графічного оформлення телеканалів «1+1» та «ICTV».

### Вересень
- 1 вересня
  - Ребрендинг львівського регіонального телеканалу «УТ-Захід» у «ZIK»[34].
  - Зміна графічного оформлення музичного телеканалу «M1».
- 11 вересня — Зміна логотипу телеканалу «2+2».
- 13 вересня — Зміна графічного оформлення телеканалу «СіТі»[35].
- 16 вересня — Зміна логотипу телеканалу «1+1».
- Припинення аналогового мовлення телеканалу «ТВі» на 54 ТВК у Дніпропетровську[19].

### Жовтень
- 1 жовтня — Початок аналогового мовлення телеканалу «НТН» замість телеканалу «Інтер» на 10 ТВК в Запоріжжі[36].
- 15 жовтня — Зміна логотипу телеканалу «Ера».
- 18 жовтня
  - Початок аналогового мовлення телеканалу «СіТі» на 5 ТВК у Полонному та на 23 ТВК у Славуті[37][38].
  - Початок аналогового мовлення телеканалу «СіТі» на 49 ТВК у Теофіполі[39].
  - Початок аналогового мовлення телеканалу «СіТі» на 46 ТВК у Шепетівці[40].
- 19 жовтня — Початок аналогового мовлення івано-франківського регіонального телеканалу «ОТБ Галичина» на 33 ТВК у Краснику[41].
- 24 жовтня — Початок мовлення нового херсонського регіонального телеканалу «KRATU».
- Початок аналогового мовлення хмельницького регіонального державного телеканалу «Поділля-Центр» на 47 ТВК у Полонному[42].
- Початок аналогового мовлення телеканалу «ТВі» на 55 ТВК в Ужгороді[43].

### Листопад
- 5 листопада — Припинення аналогового мовлення телеканалу «ТВі» на 55 ТВК в Ужгороді[43].
- 22 листопада — Початок аналогового мовлення івано-франківського регіонального телеканалу «ОТБ Галичина» на 43 ТВК у Верхньому Ясенові[41].
- 29 листопада — Запуск версії телеканалу «Інтер» у форматі високої чіткості «Інтер HD»[44].
- 30 листопада — Початок мовлення нового міжнародного телеканалу «Перший Ukraine»[45].
- Початок аналогового мовлення регіонального державного телеканалу «ВДТ» на 52 ТВК в Ладижині[46].

### Грудень
- 6 грудня — Зміна логотипу і графічного оформлення телеканалу «КРТ».
- 9 грудня — Початок аналогового мовлення івано-франківського регіонального телеканалу «ОТБ Галичина» на 45 ТВК в Галичі[47].
- 27 грудня — Об'єднання російських дитячих телеканалів «Теленяня» і «Бібігон» у «Карусель»[48].

## Без точних дат
- Кінець року
  - Початок аналогового мовлення телеканалу «СіТі» на 49 ТВК у Волочиську, на 4 ТВК в Городку, на 43 ТВК в Деражні та на 40 ТВК в Дунаївцях [49][11][50][51].
  - Початок аналогового мовлення телеканалу «ТВі» на 68 ТВК в Єнакієві[52].
- Зміна логотипу і графічного оформлення запорізького регіонального телеканалу «ALEX».
- Початок мовлення нового черкаського регіонального телеканалу «Expo-TV».
- Початок мовлення нового мукачівського регіонального телеканалу «Перший кабельний».
- Початок мовлення нового херсонського регіонального телеканалу «Твій плюс».
- Переїзд каналів «К1», «К2» та «Мега» за новою адресою, Київ, вул. Воровського, 22.
- Початок аналогового мовлення телеканалу «ТВі» на 22 ТВК в Кременчуці[53].
- Зміна графічного оформлення телеканалів «Інтер» та «Інтер+».
- Зміна логотипу та графічного оформлення телеканалу телеторгівлі «Shopping TV».